# Mangaldan
Mangaldan è una municipalità di prima classe delle Filippine, situata nella Provincia di Pangasinan, nella regione di Ilocos.
Mangaldan è formata da 30 baranggay:
- Alitaya
- Amansabina
- Anolid
- Banaoang
- Bantayan
- Bari
- Bateng
- Buenlag
- David
- Embarcadero
- Gueguesangen
- Guesang
- Guiguilonen
- Guilig
- Inlambo

- Lanas
- Landas
- Maasin
- Macayug
- Malabago
- Navaluan
- Nibaliw
- Osiem
- Palua
- Poblacion
- Pogo
- Salaan
- Salay
- Tebag
- Talogtog